# Le Musée de poche

Le Musée de Poche est une collection, fondée et dirigée de 1955 à 1965 par l'éditeur Georges Fall, d'ouvrages consacrés aux peintres et sculpteurs du XXe siècle, principalement de la nouvelle école de Paris.

## Historique
Le projet de Georges Fall est « de mettre entre toutes les mains et surtout des jeunes, des ouvrages en couleur sur la peinture moderne qui pour la première fois seraient offerts à des prix abordables ». « Quand fin 1954, je passai à la réalisation de ce projet tenu longtemps en réserve, je m'inspirai de la prestigieuse collection de livres en couleurs publiée par Albert Skira, l'éditeur du « Minotaure », et consacrée à la peinture classique à travers l'histoire », se souvient-il. Il décide ainsi d'opter « pour des images « collées en-tête » qui avaient l'avantage d'être imprimées groupées et donc plus économiques. Les textes présentés sur un papier épais pouvaient donner aux volumes une main flatteuse ». Le  format des ouvrages serait de 18,5 x 14 cm. Georges Fall doit à un ami collectionneur, John Lefevre, le titre Le Musée de Poche, qu'il juge d'abord racoleur mais qui « fonctionna à merveille » et assura aux ouvrages une part de leur succès.
Jean-Clarence Lambert joue pour les premiers titres « le rôle d'animateur » chargé des « relations publiques », réussissant à intéresser au projet Myriam Prévot de la Galerie de France pour le premier ouvrage, sur Manessier, et Jean-François Jaeger de la galerie Jeanne Bucher pour le deuxième sur Bissière. À partir de 1957 Georges Fall collabore pour la fabrication avec les Edizioni del Milione de Milan. De 6 à 8 volumes sont bientôt réalisés chaque année. Une centaine d'exemplaires de l'édition des premiers ouvrages est accompagnée d'une gravure ou d'une lithographie originale de l'artiste.
La réalisation des deux premiers numéros rencontre d'importantes difficultés. « Les proportions des œuvres reproduites n'étaient pas respectées. S'agissant d'œuvres abstraites les techniciens avaient naïvement pris la liberté d'en supprimer des parties entières ». Manessier, « homme délicieusement affable et patient » ne pouvant que refuser de donner son « bon à graver », de nouveaux clichés doivent être fabriqués et l'éditeur en revient par la suite à des procédés plus traditionnels. À l'occasion de la préparation de ces ouvrages Georges Fall noue des relations amicales avec les artistes, notamment Fautrier, Dubuffet, Bissière, Atlan rencontré dès 1947 et qui devait faire l'objet du premier ouvrage, Vieira da silva, Lam ou Hartung.
Pour nombre des artistes, dont à l'époque « le succès n'était pas encore confirmé », il s'agit de la première monographie qui leur est consacrée et il est vraisemblable que les volumes de Georges Fall aient eu un impact sur leur carrière. Jean Arp lui confie ainsi : « De nombreux livres ont déjà été édités hors de France, vous êtes le premier éditeur français d'un livre sur mon travail et je m'en réjouis grandement ».

## Première collection (liste chronologique)
Georges Fall publie dans sa collection (58 rue du Montparnasse, puis 7 rue de l'Odéon et  15 Rue du Parc-de-Montsouris) 52 ouvrages :
- Alfred Manessier par Jean Cayrol, septembre 1955 ; réédition mai 1966
- Roger Bissière par Max-Pol Fouchet, décembre 1955
- Édouard Pignon par Henri Lefebvre, mars 1956
- Vieira da Silva par  René de Solier, juin 1956
- Serge Poliakoff par Michel Ragon, 1956
- La jeune école de Paris, I par Hubert Juin, 1956
- Jean-Michel Atlan par André Verdet, février 1957
- Jean Fautrier par Michel Ragon, avril 1957
- Zao Wou-Ki par Claude Roy, juin 1957
- Gustave Singier par Georges Charbonnier, février 1957
- Etienne Hajdu par Robert Ganzo, novembre 1957
- La jeune école de Paris, II par Jean-Clarence Lambert, 1958
- Pierre Soulages par Hubert Juin, mai 1958
- Henri Goetz par Vercors, 1958
- Nicolas de Staël par Antoine Tudal, 1958
- Bram Van Velde par Jacques Putman, octobre 1958
- Jean Dubuffet par Michel Ragon, décembre 1958
- Bruno Cassinari par André Verdet, 1959
- Jean Arp par Jean Cathelin, mars 1959
- Jean Bertholle par Jean-Louis Ferrier, 1959
- Trois sculpteurs américains, Ferber, Hare, Lassaw, 1959
- Gérard Schneider par Marcel Pobé, octobre 1959
- Mark Tobey par Colette Roberts, 1959
- Victor Brauner par Alain Jouffroy, 1959
- Corneille par Jean-Clarence Lambert, mars 1960
- Kumi Sugaï par André Pieyre de Mandiargues, 1960
- Jean Le Moal par Camille Bourniquel, septembre 1960
- Wilfredo Lam par Jacques Charpier, 1960
- Sculpture 1950-1960 par Edouard Jaguer, 1960
- Léon Zack par Pierre Courthion, juillet 1961
- Hans Hartung, par Dominique Aubier, septembre 1961
- Alberto Magnelli par André Verdet, 1961
- César Domela par Marcel Brion, 1961
- Henri Michaux par Alain Jouffroy, décembre 1961
- Gianni Bertini par Pierre Restany, 1962
- Stanley William Hayter par Georges Limbour, avril 1962
- Mario Prassinos par Jean-Louis Ferrier, juillet 1962
- André Masson par Hubert juin, janvier 1963
- Francis Bott par Denys Chevalier, 1963
- Sergio de Castro par Denys Sutton, 1963
- Jacques Hérold par Michel Butor, 1964
- Anna-Eva Bergman par Dominique Aubier, 1964
- Jean Piaubert par François Pluchart, mars 1966

Seront inclus dans cette première collection :
- Olivier Debré par Pierre Courthion, janvier 1967
- Georges Dayez par Jacques Duchateau, septembre 1967, éditeur d'art H. Piazza (21 rue du cardinal Lemoine, Paris 5e)

Plusieurs ouvrages sont par ailleurs publiés en langue anglaise, chez Golden Griffin (Fautrier, La jeune école de Paris, I, Poliakoff, puis en une traduction littérale du titre, dans The Pocket Museum :
- Theodoros Stamos par Kenneth B. Sawyer
- Conrad Marca-Relli par Parker Tyler
- Hans Hofmann par Clement Greenberg, 1961
- Robert Goodnough par B. Guest et B. H. Friedman, 1962
- Louise Nevelson par Colette Roberts, 1964
- Enrico Donati par Peter Selz janvier 1965

## Les cahiers du Musée de poche
« La collection du Musée de poche avait trouvé son public », écrit Georges Fall, « et les ventes régulières prouvaient son succès auprès des étudiants des écoles d'art et des collectionneurs ». Observant ensuite qu'elles fléchissaient, il prend conscience qu'il a « en fait à peu près épuisé le vivier du nouveau courant abstrait » et qu'il lui faudrait se rabattre « sur des artistes de moindre envergure ». Il lui apparaît « qu'une revue trimestrielle appareillée à la collection du Musée de poche serait à même de refléter une image qui se situerait plus près de la création contemporaine et qui s'ouvrirait à des champs autres que la peinture proprement dite et aussi aux œuvres de l'étranger.(…) Le titre devait être le corollaire de la collection et les Cahiers étaient censés apporter un caractère d'actualité internationale ». Jean Clarence-Lambert et Sylvie Joubert s'associent à l'entreprise, soutenue par Jean-François Jaeger et Myriam Prévôt mais aussi Daniel Cordier.
Le premier numéro des Cahiers sort en mars 1959, en même temps que l'inauguration des nouveaux locaux de Georges Fall au 7 rue de l'Odéon, dans l'ancienne librairie d'Adrienne Monnier. Sous une couverture de Soulages, il présente des dessins de Nicolas de Staël, des articles sur Tamayo, Tobey, Hayter, César et les précurseurs catalans de la sculpture sur métal, ainsi qu'un carnet de voyage de Corneille en Abyssinie. 
Le deuxième numéro (« couverture de Bissière, gravée sur bois par Fiorini ») contient notamment des textes sur Gavrinis (Jean Markale), Hans Reichel (Henry Miller), Bissière (Jean-François Jaeger), Jean Dubuffet (André Pieyre de Mandiargues), Arshile Gorky (Alain Jouffroy), Germaine Richier (René de Solier), Jackson Pollock et la nouvelle peinture américaine (Jean-Clarence Lambert). Soudainement privé de la collaboration annoncée des éditeurs américains Barney Rosset, patron de Grove Press et fondateur de Evergreen Review, et Léo Castelli, « symptôme de la crise grave qui couvait entre le France et New York pour l'hégémonie du marché artistique pictural », Georges Fall doit interrompre la publication en mai 1962 au quatrième numéro.

## Nouvelle collection (liste chronologique)
Georges Fall décide en 1965 « de céder le reliquat des stocks des ouvrages du Musée de Poche, ainsi que les droits d'exploitation du titre, à Jacques Golschmidt, marchand d'art expérimenté, pour le montant de 120 000 francs (environ 20 000 euros) » pour commencer en 1967 la publication de la revue Opus International. Sous la direction de Jacques Golschmidt une nouvelle collection (11 rue de Vaugirard, Paris 6e, puis 122 boulevard Raspail, Paris 6e) sera éditée sous une maquette légèrement différente :
- Claude Bellegarde par Gérald Gassiot-Talabot, 1970
- Édouard Pignon par Henri Lefebvre, réédition, 1970
- Bruno Pulga par Jean Bouret, 1970
- Zao Wou-Ki par Claude Roy, réédition, 1970
- Pierre Alechinsky par Alain Bosquet, 1971
- Joan Gonzalez par Pierre Descargues, 1971
- Julio Gonzalez par Pierre Descargues, 1971
- Roberta Gonzalez par Catherine Valogne, 1971
- Aglaé Libéraki par Pierre Volboudt, 1971
- Ljuba par René de Solier, 1971
- Enrico Baj par Alain Jouffroy, janvier 1972
- Ida Barbarigo par Jacques Lassaigne, 1972
- Henri Goetz par Alexandre Galpérine, 1972
- Ladislas Kijno par René de Solier, 1972
- James Coignard par François Bénichou, 1973
- Holmead  par Stéphane Rey, 1973
- Francis Montanier par Frank Elgar, 1973
- Yankel par Raymond Laurent, 1973
- Georges Borgeaud par René Terrier, 1974
- Gianni Dova par José Pierre, 1974
- Albert Féraud par Jean-François Chabrun, 1974
- Jean Deyrolle par Léon Degand et Georges Richar, 1974
- Marchand des Raux, 1974
- Yvaral par Otto Hahn, 1974
- Sepp Baendereck par Pierre Restany, 1975
- Agénor Fabbri par Franco Russoli, 1975
- Christian d'Orgeix par Ragnar von Holten et José Pierre, 1975
- Georges Goldkorn par Alain Bosquet, 1975
- Árpád Szenes par Jocelyne François, 1975
- Mario Tozzi par André Verdet, 1975
- Léon Zack par Pierre Courthion, Bernard Dorival et Jean Grenier, 1976
- Pic Adrian par Pierre Restany, 1977
- Wolfram (Wolfram André Aichele) par Frank Elgar, 1977
- Erwin Graumann par J. Goldschmidt, 1977
- François Gillen par Pierre Courthion , 1978
- Marie-Zoé Green-Mercier par Frank Elgar, 1978
- Chu Teh-Chun par Hubert Juin, 1979
- Léonor Fini par Xavière Gauthier, 1979
- Zoran Mušič par Jean Grenier, 1979
- Arturo Bonfanti par Alberto Satoris
- Camille Bryen par Roger van Gindertael
- Marcel Gromaire dessinateur
- Robert Muller par Grégoire Muller
- Reth par Roger van Gindertael

## Postérité
Le projet d'une collection de poche consacrée aux artistes contemporains est renouvelé à partir de la fin des années 1990 par la collection Polychrome publiée par les éditions Ides et Calendes de Neuchâtel. De format légèrement plus réduit (17 x 12 cm), une cinquantaine de volumes, non massicotés, d'un plus grand nombre de pages et de reproductions, y est publiée dans la décennie suivante. 
Abordant les artistes apparus dans la seconde moitié du XXe siècle, quelques ouvrages portent, à travers de nouvelles études, sur des peintres qui avaient déjà fait l'objet de publications dans Le Musée de poche : Pierre Alechinsky par Pierre Daix, Jean Bertholle par Philippe Leburgue, Roger Bissière par Serge Lemoine, Walter Lewino et Jean-François Jaeger, Corneille par Jean-Jacques Lévêque, Alfred Manessier par J.P. Hodin, Henri Michaux par Odile Felgine, Jean Le Moal par Michel-Georges Bernard, Édouard Pignon par Philippe Bouchet, Serge Poliakoff par Françoise Brütsch, Gustave Singier par Philippe Leburgue, Pierre Soulages par Pierre Daix et Zao Wou-Ki par Pierre Daix.